# Девід Кемпбелл
Девід Кемпбелл (англ. David Campbell, нар. 2 червня 1965, Еглінтон) — північноірландський футболіст, що грав на позиції півзахисника.
Виступав, зокрема, за клуб «Ноттінгем Форест», а також національну збірну Північної Ірландії, у складі якої був учасником чемпіонату світу 1986 року.

## Клубна кар'єра
Вихованець північноірландського клубу «Оксфорд Юнайтед Старз», з якого 1981 року потрапив до академії англійського клубу «Ноттінгем Форест». Пробитися в основний склад «лісників» йому було нелегко, тому що в середній лінії з ним конкурували молоді талановиті англійці Ніл Вебб та Стів Ходж. Тому дебютував за першу команду Кемпбелл лише у сезоні 1984/85, коли 30 березня 1985 року замінив Пола Гарта у домашньому матчі Першого дивізіону проти «Вест Гем Юнайтед». Так і не ставши основним гравцем, у лютом 1987 року головний тренер Браян Клаф вирішив віддати гравця в оренду в клуб Третього дивізіону «Ноттс Каунті». На наступний сезон 1987/88 Кемпбелл повернувся до «Ноттінгем Форест», але зігравши лише 8 ігор у чемпіонаті, вже у жовтні  за 75 000 фунтів стерлінгів Девід був проданий до іншого клубу вищого дивізіону «Чарльтон Атлетик», де провів наступні півтора роки.
У березні 1989 року він був відданий в оренду в клуб Другого дивізіону «Плімут Аргайл», де провів тільки один матч, після чого того ж місяця був проданий за £75 000 іншому клубу цього дивізіону «Бредфорд Сіті». Він провів півтора року в Йоркширі, перш ніж повернувся додому в «Деррі Сіті» на правах оренди в грудні 1990 року, провівши 5 матчів, а потім у січні наступного року став гравцем «Шемрок Роверс». Він дебютував у «Роверс» у домашній грі з «Корк Сіті» (4:0) 20 січня 1991 року і загалом забив 6 голів у 42 матчах за клуб до лютого 1992 року, коли був відданий в оренду в «Кліфтонвілль».
Сезон 1992/93 розпочався для Девіда в листопаді, коли він приєднався до клубу Другого дивізіону Англії «Ротергем Юнайтед», де лише одного разу вийшов на заміну у матчі ліги. У тому сезоні він побував ще у двох клубах Другого дивізіону: «Вест Бромвіч Альбіон», де не зіграв жодної хвилини, та «Бернлі», де після восьми матчів у чемпіонаті отримав травму і вибув до 1994 року. Після відновлення у лютому зіграв чотири гри та забив один гол у Третьому дивізіоні, граючи в оренді за «Лінкольн Сіті», а з березня 1994 року і до кінця сезону перебував в оренді в північноірландському «Портадауні», з яким став другим у чемпіонаті.
Перед стартом сезону 1994/95 без укладання контракту приєднався до клубу «Віган Атлетік», який виступав у Третьому дивізіоні на запрошення тренера Кенні Свейна, з яким Кемпбелл разом грав ще у «Ноттінгем Форест». Після 11 ігор за клуб у чемпіонаті та Кубку ліги, у жовтні 1994 року, коли Свейн покинув команду, Кемпбелл був відрахований з команди. 
У січні 1995 року уклав контракт до кінця сезону з «Кембридж Юнайтед» з Другого дивізіону. Дебютний матч Девіда за нову команду проти «Брентфорда» вийшов невдалим для нього: «Кембридж» програв із рахунком 0:6, а сам Кемпбелл зламав ногу, на чому його професійна кар'єра закінчилася. Надалі Кемпбелл виступав за напівпрофесійні клуби «Тамворт», «Саттон Колдфілд Таун» та «Педжет Рейнджерс» у Південній футбольній лізі Англії.

## Виступи за збірну
23 квітня 1986 року дебютував в офіційних іграх у складі національної збірної Північної Ірландії в товариському матчі проти Марокко (2:1., замінивши у другому таймі Іана Стюарта.
У складі збірної був учасником чемпіонату світу 1986 року у Мексиці. На турнірі зіграв один матч — у третій грі групового етапу проти Бразилії (0:3), де було замінений у другому таймі, а його команда не вийшла з групи.
Надалі провів ще шість ігор за збірну в рамках відбіркового турніру до Євро-1988, але після двох товариських ігор на початку 1988 року до головної команди країни більше не викликався. Загалом протягом кар'єри у національній команді, яка тривала 3 роки, провів у її формі 10 матчів.